# Heba Aly
Heba Aly er en kvindelig håndboldtræner fra Egypten. Hun er landstræner for Australiens kvindehåndboldlandshold.
Hun deltog ved VM 2019 i Japan, som den eneste kvindelig landstræner ved slutrunden.